# Cementiri caputxí
El Cementiri caputxí es troba a l'interior de l'antic Convent de Sant Antoni de Pàdua, construït el 1753. Es tracta de l'únic cementiri caputxí en molt bon estat de conservació i sencer de tot Catalunya. El cementiri està relacionat amb el Convent Barberini, a Roma, i el de Palerm, Sicília. Actualment, el cementiri es troba a l'interior del Museu d'Història de Girona.
El cementiri està format per un total de divuit nínxols verticals. En cada un d'ells es pot observar un banc foradat. Aquests espais eren utilitzats per dessecar i momificar els cossos dels difunts, aquest ritual era practicat pels caputxins al segle xvi. Al segle xvi estava situat al soterrani de l'edifici, actualment, es troba a la planta baixa